# はんなり
はんなりは、京言葉などを中心に関西地方で使用される日本語の副詞で、「上品さと気品さを兼ね備えている上、明るくて華やかなさま」を表し、元々は主に「色合い」に対して使われていた。他にも「陽気な明るさ」「落ち着いたさま」なども表す言葉とされている多義語である。gooランキングによれば、京都特有の奥ゆかしく、上品な女性のことを想起させるような言葉であるとしている。「はんなら」などと言われることもある。中世後期以降に上方の資料で多く例示がなされ、京都・大阪を中心に現在でも用いられている。語源として最も有力視されている説は「華あり」が語源となったという説で、「はな」（華、花）に、状態を表す接尾語「り」が付き、その後、撥音便化したというものである。同様の語源に当てはまる語として「はなやか」「はなばな」「はんなり」等が挙げられる。